# Sự biến cung Nhân Thọ
Sự biến cung Nhân Thọ (chữ Hán: 仁寿之变), là một sự biến diễn ra trong cung đình nhà Tùy vào ngày 23 tháng 8 năm 604, với việc Tùy Văn Đế băng hà và thái tử Dương Quảng lên thay trở thành Tùy Dượng Đế. Các sử gia thời Đường đều cho rằng chính Dương Quảng là người chủ mưu giết cha đoạt ngôi.

## Diễn biến
Năm 581, Tùy Văn Đế Dương Kiên đoạt ngôi từ nhà Bắc Chu, sau đó tiêu diệt luôn Tây Lương và Nam Trần, thống nhất Trung Quốc và bước đầu ổn định lại kinh tế, xã hội sau hơn 250 năm chia cắt.
Tùy Văn Đế khi trước lập Hoàng trưởng tử là Dương Dũng làm Hoàng thái tử. Hoàng tử thứ hai là Tấn vương Dương Quảng là người có tham vọng. Dương Quảng khéo léo mua chuộc các đại thần có thế lực trong triều và cả mẹ ruột của mình là Độc Cô hoàng hậu, cuối cùng đoạt được ngôi thái tử vào năm 600. Sau khi lên làm Thái tử, Dương Quảng lại tìm cách hãm hại những người em khác để củng cố ngôi vị. Năm 602, hoàng tử thứ tư Thục Vương Dương Tú đang nắm quyền ở Ích châu bị phe Dương Quảng hặc tội, bị giam và phế truất.
Năm 602, Độc Cô hoàng hậu qua đời. Độc Cô là người ghen tuông mà đanh đá, lúc còn sống kềm kẹp Văn Đế rất chặt. Sau khi Độc Cô chết đi, Tùy Đế sủng ái Tuyên Hoa Phu nhân Trần thị, con gái Trần Tuyên Đế, và Dung Hoa Phu nhân Thái thị người quận Đan Dương. Dương Quảng cũng ra sức lấy lòng hai Phu nhân.
Tháng giêng năm 604, Văn Đế bị bệnh nặng, di giá về cung Nhân Thọ nghỉ dưỡng, chính vụ trong triều đều giao cho Dương Quảng giải quyết. Khi bệnh tình của Tuyên Đế trở nặng, Dương Quảng giở trò cưỡng bức với Tuyên Hoa phu nhân. Văn Đế tức giận, muốn phế Dương Quảng để lập lại Dương Dũng. Dương Quảng biết tin, liền cho vây kín cung Nhân Thọ, sai Trương Hành vào tẩm điện sát hại Tùy Văn Đế. Đó là vào ngày 23 tháng 8 năm 604. Tùy Văn Đế ở ngôi 21 năm, thọ 64 tuổi. Sau đó, Dương Quảng đăng cơ, tức là Tùy Dượng Đế, rồi lại cướp đoạt hai Phu nhân Trần, Thái làm phi tần của mình.

## Tranh luận

### Ủng hộ
Sự việc này được  đề cập đến ở thiên Hậu phi truyện, phần viết về Tuyên Hoa Phu nhân Trần thị và một số ghi chép rải rác ở các thiên về Dương Tố, Dương Dũng, Trương Hành... Sách Tư trị thông giám của Tư Mã Quang cũng chiếu theo đó mà dựng lên cốt truyện tương tự.
Từ sau Văn Hiến hoàng hậu [(Độc Cô Già La)] băng, Văn Đế đặc biệt sủng hạnh Tuyên Hoa phu nhân Trần thị, Dung hoa phu nhân Thái thị. Trần thị là con gái của Trần Cao Tông. Thái thị, người Đan Dương. Đế đau nặng ở cung Nhân Thọ, nằm liệt giường. Thượng thư Tả bộc xạ Dương Tố, Thượng thư bộ Binh Liễu Thuật (con rể Tùy Văn Đế, chồng của công chúa Dương A Ngũ), Hoàng môn thị lang Nguyên Nham nhập các xem bệnh. Triệu Hoàng thái tử (Dương Quảng) vào ở điện Đại Bảo. Thái tử đang tìm cách ứng phó và phòng vệ sau khi hoàng thượng băng hà, rồi viết thư hỏi Dương Tố để coi phải làm gì đây. Dương Tố viết thư phúc đáp về các biện pháp canh phòng cho thái tử. Có cung nhân biết được, báo với Thượng, Thượng xem xong không hài lòng. Bữa nọ, Trần phu nhân đi nhà xí, gặp Thái tử, bị thái tử bức bách, nhưng thoát được, về bẩm với Thượng. Thượng xem thần sắc của bà ta khác lạ, mới hỏi nguyên do vì sao. Phu nhân rớt nước mắt nói: "Thái tử vô lễ". Thượng giận, đập giường nói: "Súc sanh, sao có thể giao phó đại sự? Độc Cô hại ta rồi". Bèn triệu Liễu Thuật, Nguyên Nham đến bảo: "Triệu con ta". Bọn Thuật chuẩn bị gọi Thái tử, Thượng nói: "Gọi Dũng". Thuận, Nham ra ngoài chuẩn bị viết sắc thư. Dương Tố nghe tin, báo với Thái tử. Giả mạo chiếu lệnh, bắt Thuật, Nham hạ ngục. Lấy binh sĩ đông cung vây chặt điện Nhân Thọ, tiếng là để bảo vệ, cấm không ai cho ra vào. Dùng Vũ Văn Thuật, Quách Diễn tiết độ cấm quân. Sai Hữu thứ tử Trương Hành vào tẩm điện xem bệnh; Hành đem các hậu cung nhốt vô biệt thất, rồi sau đó Thượng băng, trong ngoài có nhiều lời bàn luận. Trần phu nhân cùng các hậu cung nghe có sự biến, chằm chằm vào nhau trong sợ hãi và run rẩy. Vào lúc hoàng hôn, Thái tử sai sứ giả đem đến một cái hộp nhỏ làm bằng vàng, phong ấn kĩ càng, trao cho phu nhân. Phu nhân xem qua, tưởng trong đó là thuốc độc, rất sợ hãi không dám mở ra. Sứ giả thúc giục, đành phải mở. Trong hộp có mấy cái đồng tâm kết (vật tượng trưng tình yêu của người Trung Quốc). Cung nhân cả thảy đều vui vẻ, nói với nhau:"Được khỏi chết". Trần thị xấu hổ mà giận dữ, ngồi xuống và không bái tạ. Các cung nhân bức ép, bất đắc dĩ mới đứng dậy bái sứ giả. Tối đó, thái tử triệu hạnh phu nhân.

Những phiên bản chi tiết hơn nói rằng Trương Hành đích thân giết Tùy Văn Đế bằng cách đấm vào ngực và bẻ nát xương sườn của hoàng đế. Những người ủng hộ chuyện Dương Quảng chủ mưu giết cha còn chưng ra những bằng chứng khác, bao gồm cả việc sau khi Văn Đế chết, Dượng Đế đã nạp cả hai phu nhân Trần, Thái vào cung. Hơn nữa, về sau khi Trương Hành bị Dượng Đế ghét bỏ và xử tử năm 612, đã than vãn trước pháp trường rằng: "Ta làm những điều kia cho hắn, thì mong gì sống lâu được". Người cai ngục, như có nghe về chuyện sự biến cung Nhân Thọ năm xưa, nên đã bịt lỗ tai lại để không nghe được gì và Trương Hành lập tức bị hành quyết. Như vậy có thể thấy Trương Hành rõ ràng là bị diệt khẩu.

### Phản đối
Tuy nhiên, một số sử gia ngày nay lên tiếng nghi ngờ thông tin này, cho rằng Văn Đế qua đời là do bệnh tật, không liên quan đến Dượng Đế và cho rằng câu chuyện bịa đặt vu khống Dương Quảng là do tác giả Triệu Nghị trong cuốn Đại Nghiệp lược ký viết vào đầu thời nhà Đường dựng lên, các sử gia biên soạn Tùy thư lấy theo đó mà chép vào tác phẩm.. Mà theo Đại nghiệp lược kí thì cung phi trong câu chuyện là Thái Dung Hoa chứ không phải Trần Tuyên Hoa. Họ cũng chỉ ra rằng các chứng cứ kia cũng có thể bác lại được: Vì sao Liễu Thuật, Nguyên Nham không bị giết dù họ biết sự thật. Tuy nhiên, việc Dương Quảng giết cha là Dương Kiên dường như đã trở thành một sự thật trong nhận thức của người Trung Quốc rồi.
Tùy Dượng Đế Dương Quảng sau khi lên ngôi, thi hành chính sách bạo ngược khiến lòng dân bất mãn, các nơi lần lượt khởi nghĩa chống lại chính quyền, cuối cùng dẫn đến sự diệt vong của nhà Tùy 14 năm sau (618).